# Cheniseo recurvata
Cheniseo recurvata är en spindelart som först beskrevs av Banks 1900.  Cheniseo recurvata ingår i släktet Cheniseo och familjen täckvävarspindlar.
Artens utbredningsområde är Alaska. Inga underarter finns listade i Catalogue of Life.